# جینگ‌بی‌روک: شرح حال جنگ ایمجین
جینگ‌بی‌روک: شرح حال جنگ ایمجین (انگلیسی: The Jingbirok: A Memoir of Imjin War؛‏ کره‌ای: 징비록) مجموعه تلویزیونی محصول کره جنوبی سال ۲۰۱۵ است. این مجموعه به عنوان «پروژه ویژه درام حماسی برای هفتادمین سالگرد روز ملی آزادی کره» ساخته شده است و از ۱۴ فوریه تا ۲ اوت ۲۰۱۵، روزهای شنبه و یکشنبه ساعت ۲۱:۴۰ (کی‌اس‌تی) از کی‌بی‌اس۱ پخش شد.

## بازیگران
- کیم سانگ جونگ در نقش ریو سونگ ریونگ
- کیم ته وو در نقش پادشاه سون‌جو، چهاردهمین پادشاه چوسان
- نو یونگ هاک در نقش شاهزاده گوانگ‌هه، پانزدهمین پادشاه چوسان
- کیم سوک هون در نقش یی سون شین
- کیم کیو چول در نقش تویوتومی هیده‌یوشی
- لی کواک کی در نقش کونیشی یوکیناگا
- لی جونگ یونگ در نقش کاتو کیوماسا
- جو جه وان در نقش سو یوشیتوشی
- جانگ ته سونگ در نقش امپراتور وان‌لی، چهاردهمین امپراتور دودمان مینگ[الف][۱]